# Khendzoresk

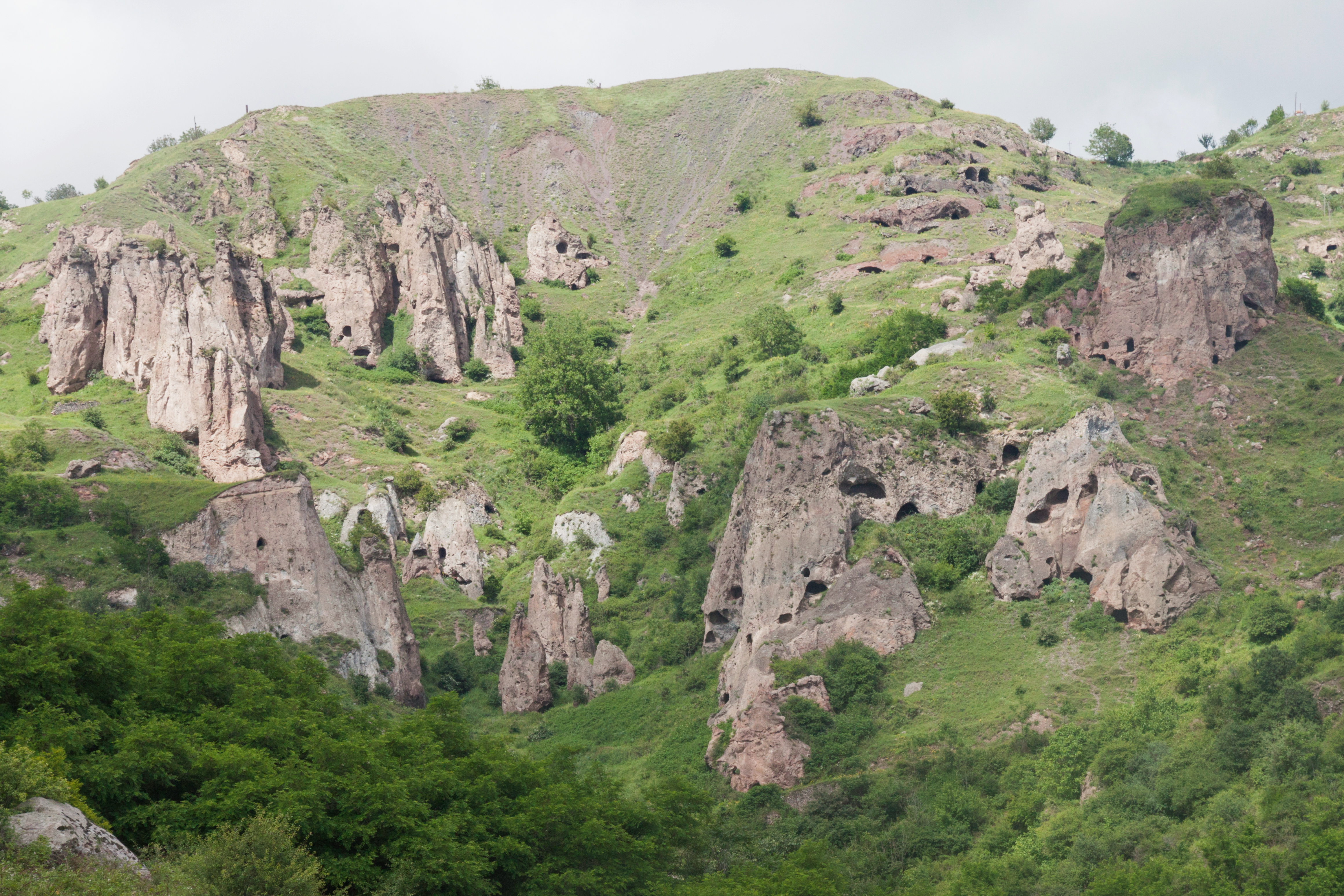
Formacions rocoses i coves

Khendzoresk (en armeni: Խնձորեսկi) és un municipi al sud-est d'Armènia, a la província de Siunik. El poble es troba a la dreta de la carretera que ix de Gorís cap a Stepanakert, a 16 km de Goris, als vessants costeruts de Khor Dzor. Creuant el pont a l'entrada del poble, la carretera continua cap a les ciutats de Lachin i Stepanakert. L'àrea habitada actual, Nou Khendzoresk, es construí en els anys 1950. El poble és a 1.580 m d'altitud i ocupa 6.772,8 ha. Segons l'oficina del cens d'Armènia, el 2011, la població era de 2.260 hab.

## Població i infraestructura
El 2009, la població de Khendzoresk tenia 2.256 hab., dels quals 1.126 eren dones i 1.130 homes. Hi ha 516 cases en total. Aproximadament el 90% de la població es dedica a l'agricultura (ramaderia i horticultura). Hi ha una petita empresa lletera que dona treball a 8 persones. La comunitat inclou diverses institucions administratives i públiques, com un consell comunitari, una escola secundària (amb 370 alumnes), escola de música, guarderia, biblioteca, museu i centre cultural.
Khendzoresk és famós pel poble antic, excavat a la muntanya, com a Capadòcia, formant un sistema de coves en part naturals i en part perforades a la roca volcànica, que estigué habitat fins a mitjan segle passat i que albergava una nombrosa població, amb dues esglésies i tres escoles. Alguns racons requerien l'ús de cordes i escales de mà. El poble vell quedà abandonat en els anys 50, quan se'n construí el nou; algunes coves, però, encara s'utilitzen com a magatzems.
Entre el poble antic i el nou s'ha construït un pont penjant per als vianants, de 160 m de longitud, que uneix els dos costats del congost de 40 m de profunditat que els separa. S'inaugurà al 2012, finançat per un dels seus habitants, Zhora Aleksanyan, en memòria de sos pares.

## Història

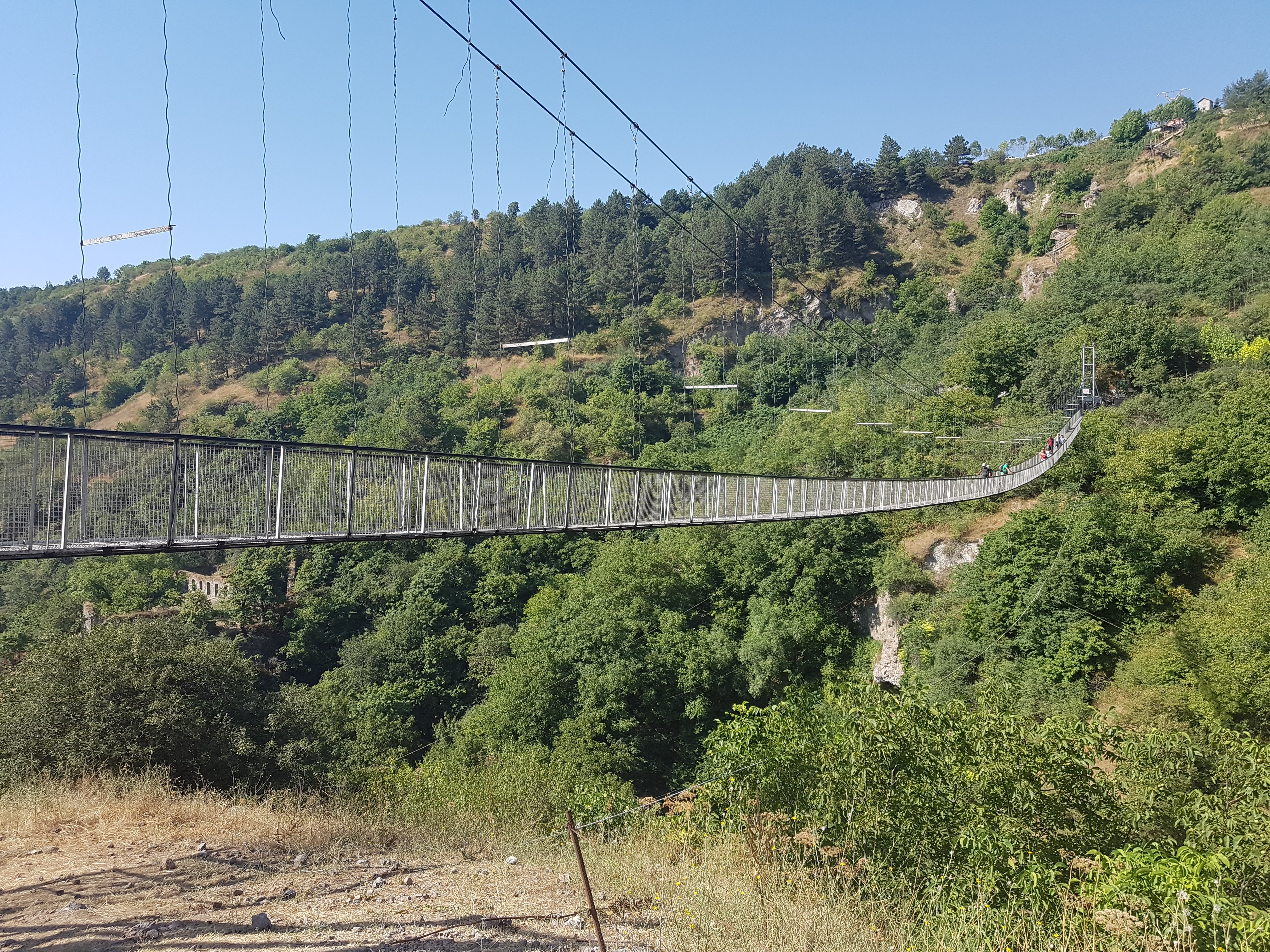
Pont de Khendzoresk

Al final del s. XIX, Khendzoresk era el poble més gran d'Armènia oriental. A principis del s. XX la comunitat arribava a 8.300 habitants (1.800 cases). El 1913 hi havia 27 botigues, 3 blanqueries i 7 escoles. El poble és famós per participar en l'alliberament de Davit Bek, un dels herois d'Armènia que lluità contra otomans i perses al s. XVIII. La fortalesa de Khendzoresk serví de base militar per a Mkhitar Sparapet al 1728-1730, que preservà allò que havia conquistat Bek a Siunik, llavors Zangezur. El 1735 el catolicós Abraham Kretatsi, cap de l'Església Apostòlica Armènia, visità el poble i deixà una minuciosa descripció de la comunitat en les seues cròniques. En la dècada de 1980, per raons polítiques, es construí un poble a 7 km de Khendzoresk, considerablement més petit, conegut com a baix Khendzoresk, o Nerkín Khendzoresk.

## Genètica
Els habitants tenen l'haplogrup R1b del cromosoma Y, branca occidental europea del P312 > DF27 > Un431 > I7363.

## Patrimoni cultural

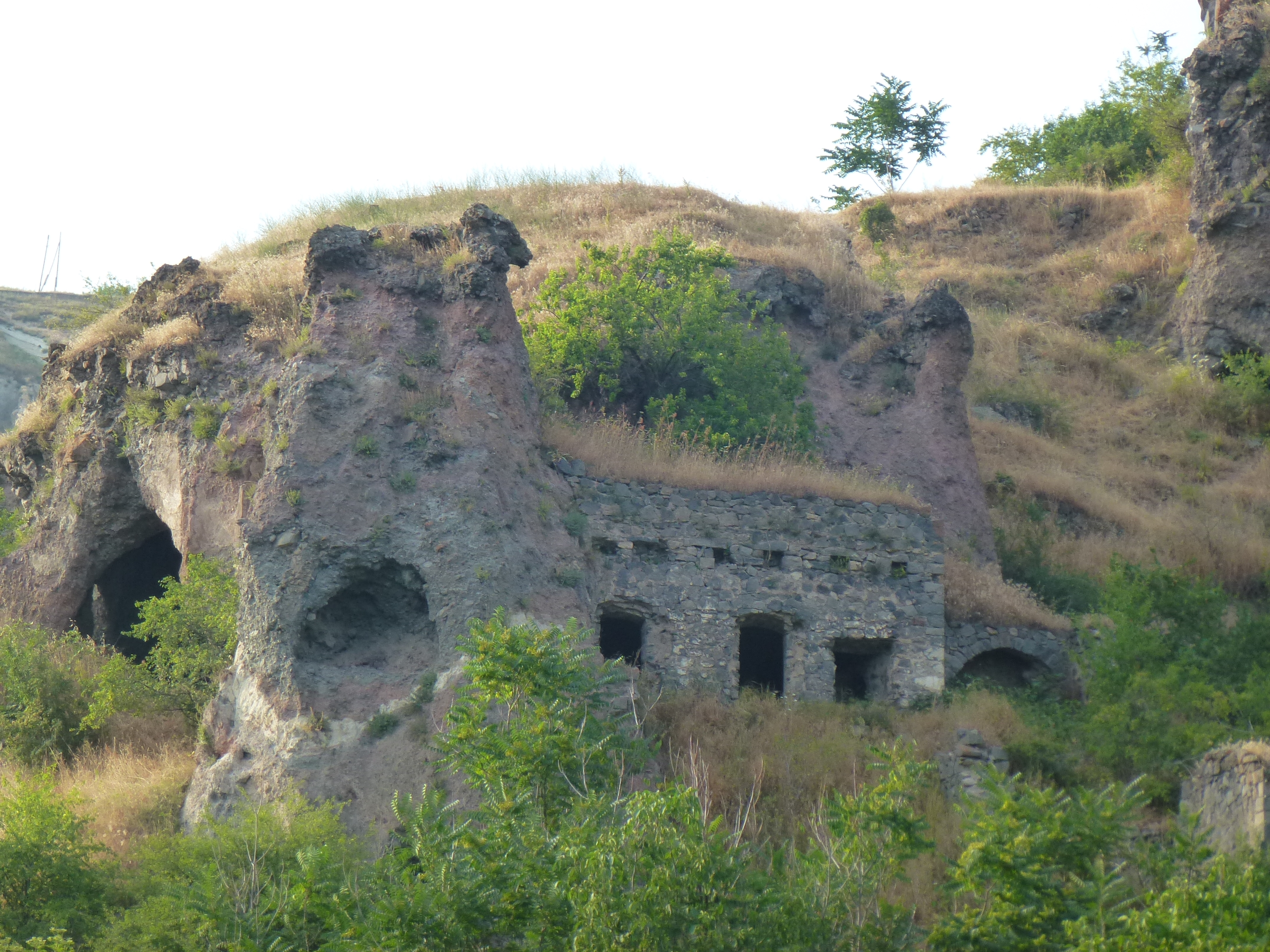
Detall de la cova artificial

L'atractiu principal de Khendzoresk és el seu congost, en què hi ha curioses formacions rocoses i un antic assentament en coves artificials, excavades en el tuf. Algunes, habitades encara en els anys 1950, són actualment utilitzades com a estables i magatzems. En el fons del congost es troba l'església de Santa Hripsime, del segle xvii. En un morro al costat dret del congost es troba l'Anapat (museu) amb la tomba de Mkhitar Sparapet. A prop hi ha l'església cova de Sant Tatevos.

## Clima
El clima en la comunitat és temperat, relativament humit, amb hiverns suaus. La precipitació anual és de 450–700 mm.